# Аслауг
Аслауг (давньоскан. Áslaug), також відомі назви Аслоуг, Крака або Краба — персонаж скандинавській міфології. З'являється в «Едді» Сноррі Стурлусона, сазі про Вельсунгів та в сазі про Рагнара Лодброка як одна з його дружин.

## Аслауг у легенді

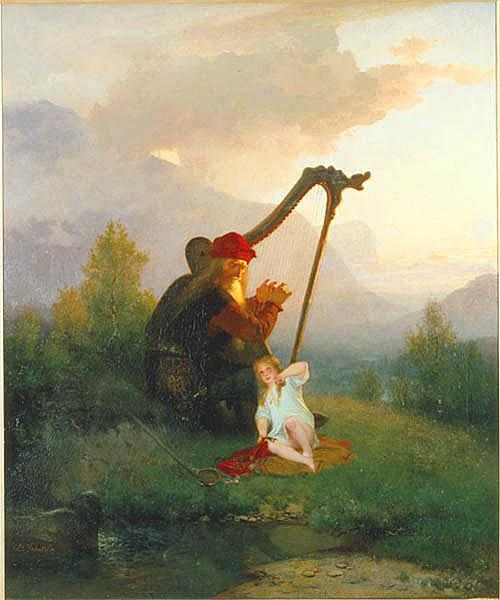
Король Геймер і Аслауг. Картина Августа Мальмстрема (1856).

Згідно з «Сагою про Рагнара Лодброка» XIII століття, Аслауг була дочкою Сігурда та щитоносниці Брунгільд, але її виховував прийомний батько Брунгільди, Геймер. Після смерті Сігурда та Брунгільди, Геймер непокоївся щодо безпеки Аслауг, тож зробив досить велику арфу і ховав в ній дівчину. Він подорожував як бідний арфист, несучи арфу з дівчиною із собою.

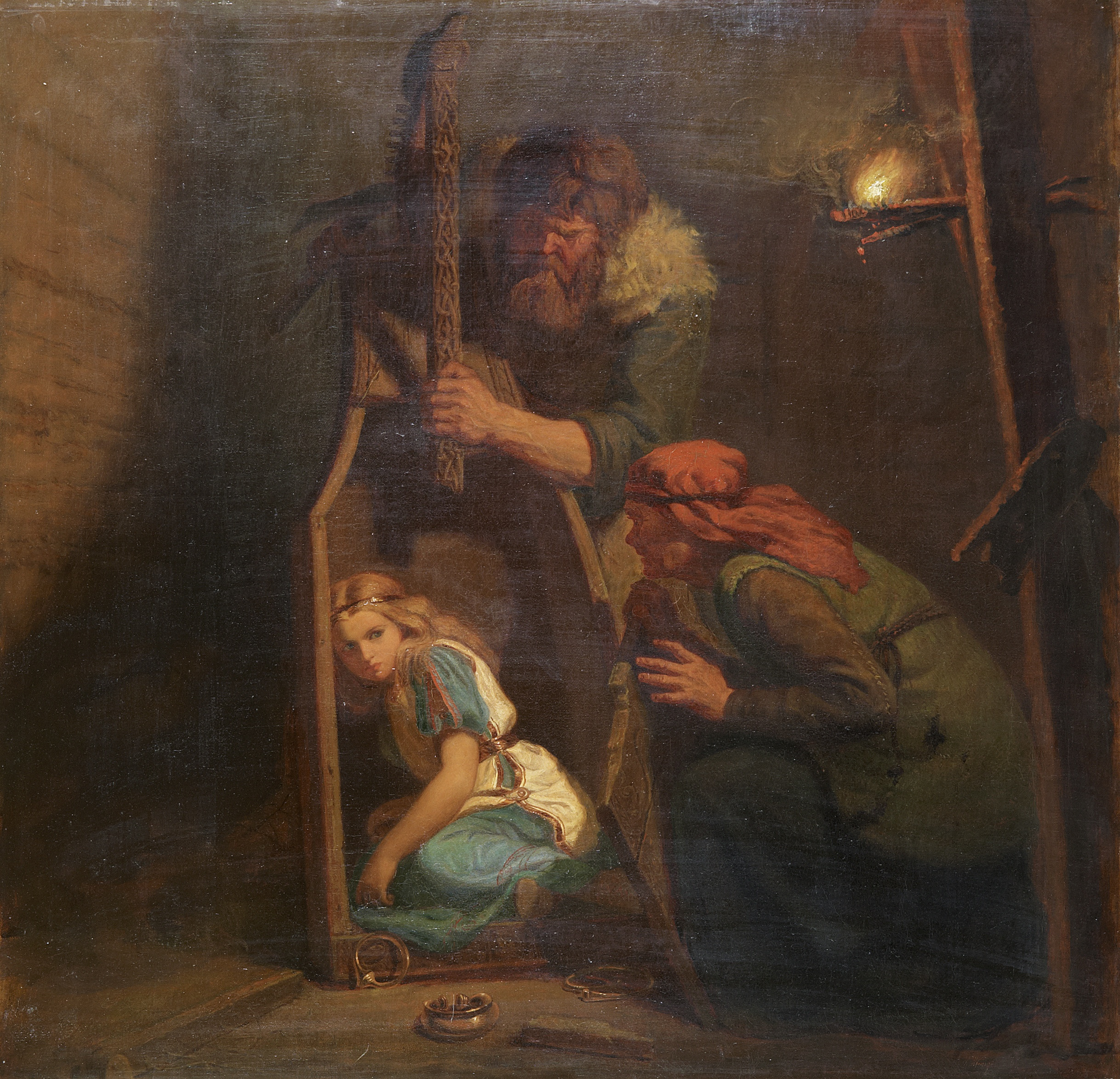
Оке і Гріма виявляють Аслауг. Картина Мортена Ескіля Вінге (1862).

Вони прибули до Спангерейда в Ліндеснесі у Норвегії, де зупинилися на ніч у будинку селян Оке та Гріми. Оке подумав, що арфа містить цінні речі, і сказав про це своїй дружині Грімі. Гріма переконала його вбити Геймера, коли той спав. Однак коли вони розбили арфу, то виявили маленьку дівчинку, яку виростили як свою власну, назвавши її Крака («Ворона»). Щоб приховати її красу — загальноприйняту ознаку її знатного походження — її натирали дьогтем і одягали в довгий капюшон.
Одного разу, коли вона купалася, її виявили піддані легендарного конунга Рагнара Лодброка. Зачаровані красою Краки, вони дозволили хлібу, який вони пекли, підгоріти; коли Рагнар запитав про цю біду, вони розповіли йому про дівчину. Потім Рагнар послав за нею, але, щоб перевірити її кмітливість, він наказав їй приходити ні одягненою, ні роздягненою, не постячи і не ївши, ані самій, ані в компанії. Крака прибула одягнена у сітку, кусаючи цибулю, і лише з собакою як супутником. Вражений її винахідливістю та знайшовши її як мудру супутницю, Рагнар запропонував їй одружитися, але вона відмовилася, поки він не виконає свою місію в Норвегії.

## В художній літературі
Романтична поема «Виховання Аслауг» Вільяма Морріса — переказ стосунків Аслауг з Рагнаром, заснований на оповіданні в «Північній міфології» Бенджаміна Торпа (1851). Морріс додав до розповіді романтизму, вирізаючи похмурі та складні мотиви саги та зображуючи Рагнара як типового героя, який залицяється до дівчини.
Вона з'являється в романі «Лицарі Аслауг» Фрідріха де ла Мотта Фуке, опублікованому в 1810 році разом з двома іншими ісландськими романами як у книзі Der Held des Nordens (Герой Півночі).
Роль Аслауг у телесеріалі «Вікінги» (2013—2016) грає Алісса Сазерленд.